# Bēixī móshòu
Where wealth accumulates, and men decay»
laddove si accumula ricchezza, e l'umanità viene estirpata»
(Oliver Goldsmith, Il villaggio abbandonato, 1770 - tratto dal sito ufficiale)
Bēixī móshòu (悲兮魔兽S) è un film documentario cinese diretto da Zhao Liang, noto anche col titolo internazionale Behemoth.

## Trama
Tra le distese rocciose della Mongolia Interna si annida un'immensa miniera di carbone. Migliaia di camion avanzano imperturbabili nel loro lavoro, migliaia di volti logorati e distrutti dall'incessante tortura, vagano come anime condannate riempiendo carri di carbone o sfidando la sorte in fonderia: un vero e proprio "Inferno" in Terra. A causa della cenere, dell'infernale frastuono provocato dall'incessante attività delle trivelle e dalla continua diminuzione dei pascoli, i pastori e le loro famiglie non hanno altra scelta se non allontanarsi. Negli ospedali chi si è ammalato per causa di servizio attende in una sorta di "Purgatorio" la morte. Quello che era un vero e proprio "Paradiso" è stato distrutto in cambio di un miraggio: la città fantasma di Ordos.
Il documentario racconta la vita di tutti i giorni di una comunità mongola che si trasforma in un viaggio dantesco. Un documentario che offre uno spaccato della società contemporanea e dello sviluppo economico cinese e, al tempo stesso, una tragedia dell'assurdo e un monito all'imprudenza umana.

## Produzione

### Sceneggiatura
La pellicola mescola documentario e installazione artistica. L'autore non si limita a inquadrare il mondo attraverso uno sguardo oggettivo e realista, ma oltrepassa il confine del documentario classico, caratterizzando il suo lavoro in modo addirittura poetico.
Si possono trarre varie somiglianze e influenze tra Behemoth e opere di autori come Wang Bing e Xu Xin, in particolare in lavori come I dannati di Jabiangou (in concorso al festival di Venezia nel 2010) e Karamay (2010). Il film è ispirato alla leggenda biblica del demone Behemoth che prende liberamente spunto dalla Divina Commedia di Dante; la maggior parte dei dialoghi della voce narrante (del regista), che compaiono sottotitolati, sono tratti dalla composizione omonima. Il paesaggio torturato e immobile rotto da un’esplosione al rallentatore dove le rocce vanno in mille pezzi è una evidente citazione del Zabriskie Point (1970) di Michelangelo Antonioni mentre le immagini di proteste silenziose, le speranze, i sogni e desideri dei lavoratori sfruttati sono ispirate a La classe operaia va in paradiso (1972) di Elio Petri.
Il linguaggio attuato da Liang è una riformulazione di una grammatica del tutto personale, dove la liricità degli intermezzi narrati in prima persona cozza volutamente con la ripresa ardita e ferocemente speculare di un contesto sociale di sfruttamento e di disumanizzazione dell’individuo, visto qui come mostruoso e deforme schiavo della sua stessa natura (il Behemoth), di volontà perverse e prive di senso. Lo specchio che vediamo portato da un uomo per tutta la durata del film è quasi un modo per intrappolare una realtà perduta, un mezzo per rivivere il passato ma anche per non dimenticarsi del presente.

### Riprese
Behemoth è un low budget, le riprese sono state effettuate principalmente da tre persone: cameramen, regista ed un assistente. È stata utilizzata una videocamera Red Scarlet a risoluzione 4K.

## Distribuzione
Il film è stato presentato in anteprima internazionale alla 72ª edizione della Mostra Internazionale d'Arte Cinematografica della Biennale di Venezia.

### Date di uscita
Le date di uscita internazionali nel corso della stagione cinematografica 2015/2016 sono state:
- 11 settembre 2015 in Italia al festival di Venezia (Behemoth)
- 11 novembre 2015 in Svezia al Festival del Cinema di Stoccolma
- 18 novembre 2015 nei Paesi Bassi al IDFA Festival
- 6 dicembre 2015 in Polonia al Watch Docs Film Festival
- 13 dicembre 2015 negli Emirati Arabi Uniti al Dubai International Film Festival[11] (Bei xi mo shou)
- 4 marzo 2016 negli USA al True/False Film Festival
- 29 marzo 2016 al ad Hong Kong al Hong Kong International Film Festival[12] (悲兮魔兽)
- 12 aprile 2016 in Turchia al Istanbul Film Festival
- 3 maggio 2015 in Italia al Trento Film Festival
- 21 maggio 2016 in Israele al DocAviv Film Festival

### Divieti
Il film, come tutti gli altri prodotti dal regista (eccetto Together), è stato censurato in Cina.

## Riconoscimenti
- 2016 – Hong Kong International Film Festival
  - Premio Golden Firebird per il miglior documentario - Zhao Liang: "con immagini fortemente inquietanti, Zhao Liang guida la gente attraverso l'inferno con ansia estrema, eppure il Paradiso è solamente un'altra forma di Purgatorio. Se noi siamo i complici, chi è il diavolo?"[14]
- 2015 – Stockholm Film Festival
  - Miglior documentario[15] - Zhao Liang
- 2015 – Mostra Internazionale d'arte cinematografica di Venezia
  - Premio SIGNIS[16]
  - Premio Green Drop[16]
  - Candidatura per il Leone d'oro